# Wiler (Lötschen)
Wiler (Lötschen) je obec ve švýcarském kantonu Valais, okrese Westlich Raron. Žije zde 566 obyvatel.

## Geografie

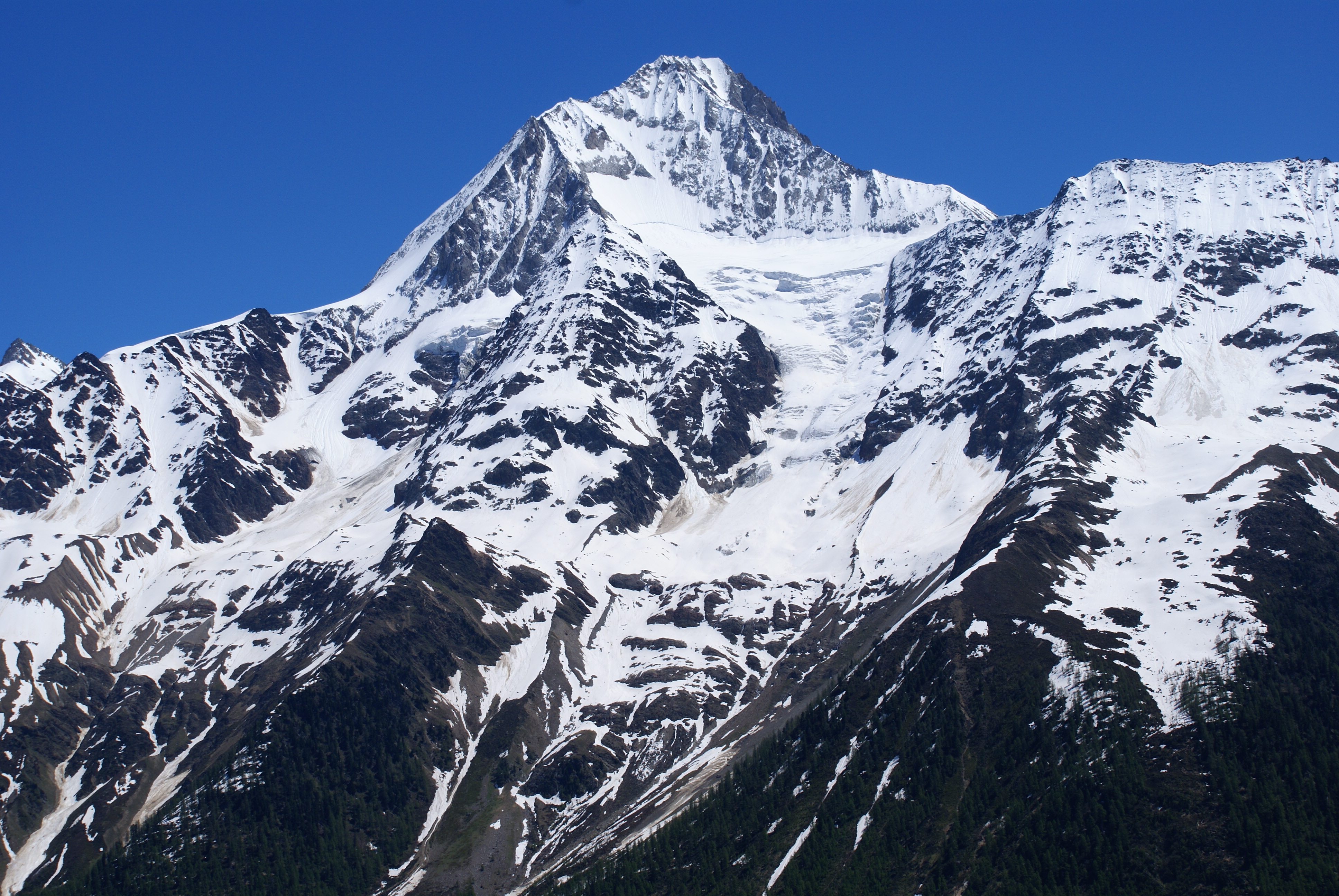
Vrchol Bietschhorn; pohled od Wileru

Wiler je spolu s obcemi Ferden, Kippel a Blatten jednou ze čtyř obcí v údolí Lötschental. Obcí protéká řeka Lonza.
Od roku 2007 je Wiler součástí světového přírodního dědictví UNESCO Švýcarské Alpy Jungfrau-Aletsch.

## Historie
Wiler má do značné míry společnou historii s Lötschentalem. Církevně obec patřila do farnosti Kippel. Kaple Obětování Panny Marie ve Wileru je poprvé zmiňována v roce 1687. Poté, co byla kaple Panny Marie, postavená v roce 1952, v roce 1966 přeměněna na farní kostel, byla k ní přiřazena i filiální kaple Nikolause von Flüe na Lauchernalpu. Wiler byl postižen přírodními katastrofami, například v letech 1876 a 2011 jej zdevastoval rozvodněný potok Milibach, v roce 1900 zničil požár všechny domy v obci. Zpřístupnění údolní silnice v roce 1953, výstavba lanovky na Lauchernalp v roce 1972 a lyžařských vleků v oblasti vedly k rozmachu, který z Lauchernu učinil turistické a sportovní centrum údolí. Ještě na počátku 21. století si Wiler udržoval bohatou tradici lidového divadla a tradiční zvyky Lötschentalu.

## Obyvatelstvo

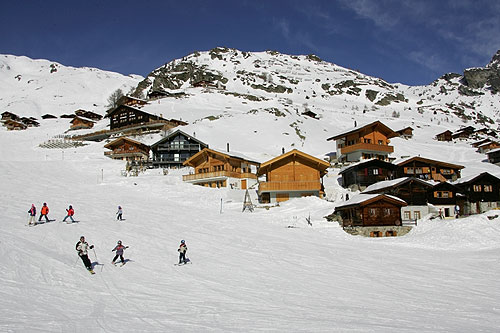
Středisko Lauchernalp

| Rok            | 1798 | 1802 | 1850 | 1900 | 1950 | 2000 | 2010 | 2020 |
| Počet obyvatel | 172  | 150  | 181  | 228  | 338  | 488  | 546  | 565  |

## Hospodářství a infrastruktura
Ve Wileru se nachází společná mateřská a základní škola čtyř obcí Lötschentalu. Další specializovaná škola se nachází v sousední obci Kippel.
Obec je turistickým a sportovním centrem Lötschentalu. Z Wileru vede lanovka, otevřená v roce 1972 a přestavěná v roce 1994, na vrchol Alpe Lauchernalp v nadmořské výšce necelých 2000 m, kde se nachází rekreační středisko a lyžařský areál s vybavením a sjezdovkami až do výšky 3100 m n. m.

## Doprava
Do obce vede pouze silnice nižší třídy, vedoucí údolím Lötschental ze Stegu do Blattenu. Z nádraží Goppenstein (na Lötschberské dráze) jezdí poštovní autobusová linka přes Wiler do Blattenu.